# Église Saint-Frézal de Saint-Frézal-d'Albuges
L'église Saint-Frézal est une église catholique romaine située à Saint-Frézal-d'Albuges, en France.

## Localisation
L'église est située sur la commune de Saint-Frézal-d'Albuges, dans le département français de la Lozère.

## Historique
L'édifice est classé au titre des monuments historiques en 1984.